# Deutsche Lichtbild-Gesellschaft

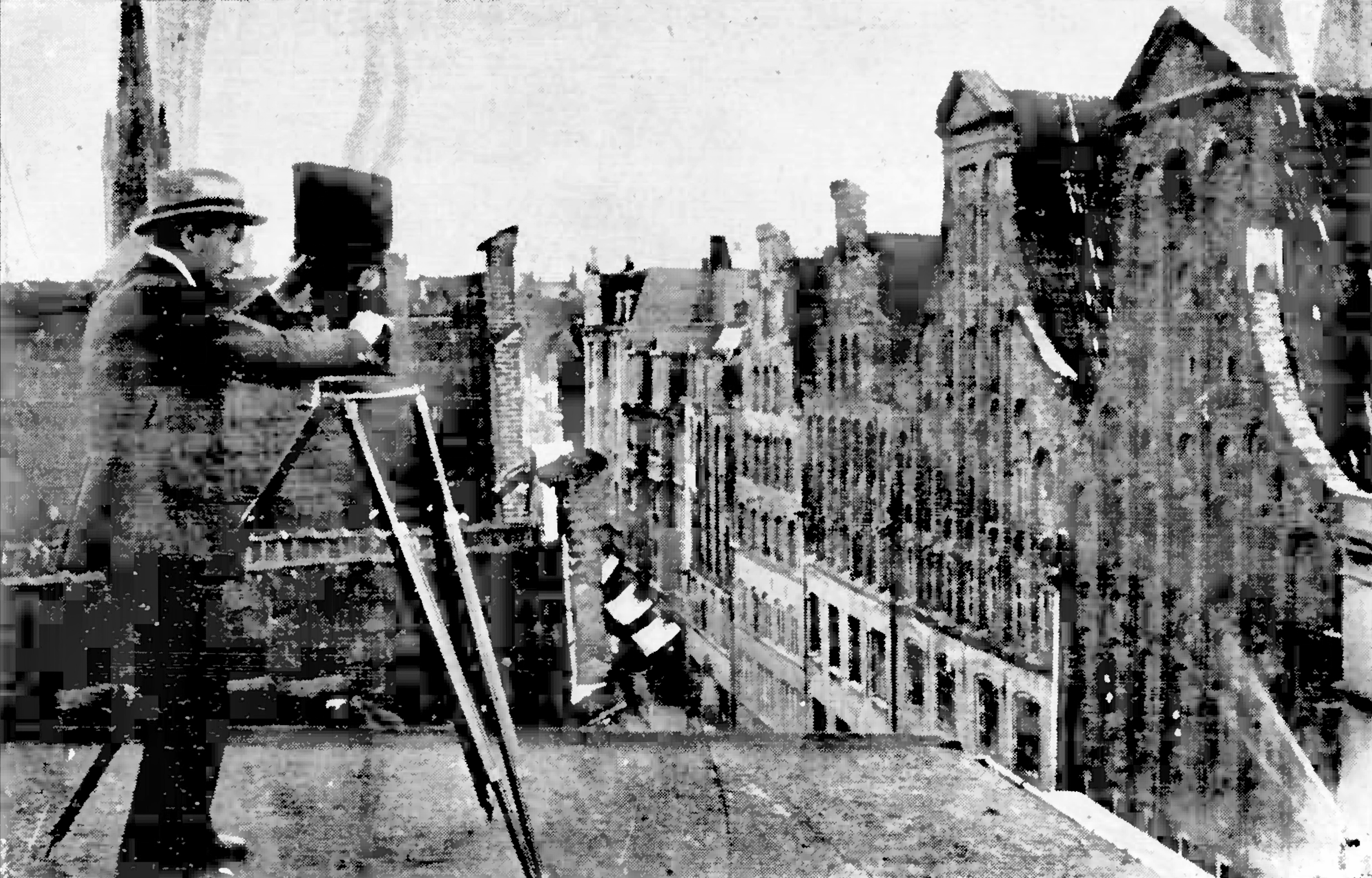
Ein Operateur bei der Aufnahme der Giebelhäuser in der lübeckischen Wahmstraße. (1919)

Die Deutsche Lichtbild-Gesellschaft (DLG, später Deulig) war in der Zeit des Ersten Weltkrieges und der Weimarer Republik eine staatsmittelbare deutsche Filmgesellschaft mit Sitz in Berlin.

## Geschichte
Während des Ersten Weltkrieges hatte die deutsche Industrie, besonders die rheinisch-westfälische Schwerindustrie, Interesse an einer zentralen, aber nach kaufmännischen Grundsätzen arbeitenden Propagandaorganisation entwickelt, die im In- und Ausland Sympathien für ihre Ziele und Interessen wecken sollte. Auf eine Initiative von Alfred Hugenberg und Ludwig Klitzsch wurde am 19. November 1916 die Deutsche Lichtbild-Gesellschaft e. V. gegründet, die sofort mit der Produktion und dem Vertrieb von Kultur- und Spielfilmen begann. Klitzsch wurde am 9. Februar 1917 auch geschäftsführender Direktor. Erich Ludendorff und die Oberste Heeresleitung waren Gegner der DLG, da sie die Einrichtung einer eigenen Propagandaorganisation planten. Das Auswärtige Amt hingegen lehnte eine direkte finanzielle Unterstützung nur darum ab, weil solche Zuschüsse der Glaubwürdigkeit des Unternehmens geschadet hätte.
Bereits am 7. Dezember 1916 wurde im Auftrag des Auswärtigen Amtes die Balkan-Orient-Film-Gesellschaft (1916–1918) gegründet, die mit dem Einkauf und Vertrieb von Filmen auf dem Balkan und im Vorderen Orient beauftragt wurde und die der DLG, nachdem ihr die neue Firma am 22. Januar 1917 übertragen wurde, einen stabilen Absatz ihrer Produktion sicherte. Sitz der Gesellschaft war Berlin, Zweigstellen wurden in Sofia und Konstantinopel eingerichtet. Hintergrund der Schaffung der Balkan-Orient-Film-Gesellschaft war die Bestrebung, bei der Belieferung von Rumänien, Bulgarien und der Türkei mit deutscher Filmpropaganda alle Marktkonkurrenten der DLG zu verdrängen. Dadurch sah insbesondere die Deutsche Bank ihre Interessen bedroht, da sie hier – ebenso wie die rheinisch-westfälische Schwerindustrie – Rohstoffquellen und Absatzmärkte besaß.
Die Auseinandersetzung gipfelte am 18. Dezember 1917 in der Gründung der Ufa. Nach monatelangen Verhandlungen bildeten beide Firmen im Frühjahr 1918 eine Interessengemeinschaft, in der die Ufa auf die Produktion eigener Wirtschaftspropagandafilme verzichtete und die Verbreitung der DLG-Propagandafilme im Inland, besonders in ihren eigenen Kinos, zusagte. Im Gegenzug erklärte die DLG sich bereit, Einnahmenausfälle der Ufa zu kompensieren. Für ihre Auslandsgeschäfte gründeten DLG und Ufa eine gemeinsame Tochterfirma, die Ausland-Film GmbH. Durch Beschluss vom 21. Oktober 1920 erfolgte eine Neufassung des Gesellschaftsvertrags und die Umfirmierung in die Deulig-Film GmbH (1920–1930).
Ende 1919 übernahm die DLG von der Ufa die rechtsnational orientierte Wochenschau „Messter-Woche“, die unter diesem Titel noch bis 1922 fortgeführt wurde. Seit 1920 erschien daneben auch eine „Deulig-Woche“, die 1932 in „Deulig-Tonwoche“ umbenannt wurde. Im Oktober 1922 erfolgte die Übernahme und Umwandlung der Baldur-Film AG in die Deulig-Film AG (1922–1940). Als Alfred Hugenberg die Ufa 1927 übernahm, ging die DLG in ihr auf. Die „Deulig-Tonwoche“, die nun von der Ufa produziert wurde, lief jedoch nur noch bis 1940.
Im Mai 1940 gab es eine Neugründung der Deulig-Film GmbH. Gegenstand des Unternehmens war laut Handelsregistereintrag „die Herstellung, Vertrieb und Verleih von Filmen und Filmkopien, Betrieb von Lichtspieltheatern und Vertrieb von kinematographischen Apparaten und Bedarfsartikeln, insbesondere durch Erwerb und Fortführung des bisher von der Deulig-Film Aktiengesellschaft zu Berlin betriebenen Handelsgeschäftes“.
Geschäftsführer waren Fritz Kuhnert und Berthold von Theobald, die zuletzt als Vorstand die Deulig-Film AG geleitet hatten.
Die DLG produzierte nicht nur Filme, sondern bis in die 1940er Jahre auch Diaserien (Bildbänder mit Standbildern auf Filmstreifen) zu religiösen, politischen und propagandistischen Themen, wie zum Beispiel dem Spanischen Bürgerkrieg oder dem Überfall auf Polen.

## Filmografie (Auswahl)
Produktionsgesellschaft, wenn nicht anders angegeben:
- Eine billige Pension (1917)
- Der ewige Zweifel (Richard Oswald, 1917/1918)
- Er oder Er (Max Mack?, 1917/1918)
- Fürstin Kiki (1917)
- In der Patsche (Gerhard Dammann, 1917)
- Irrungen und Wirrungen (1917)
- Lores Geburtstag (1917)
- Das Perlenhalsband (Richard Oswald, 1917/1918)
- Ein Tag bei Krupp. 1. Teil (1917; Kurz-Dokumentarfilm)
- Ein Tag bei Krupp. 2. Teil (1917; Kurz-Dokumentarfilm)
- Ein Tagebuchblatt (1917; Kurz-Dokumentarfilm)
- 3000 Mark Belohnung (1918)
- Bilder aus dem Offiziersleben an Bord eines Kriegsschiffes (1918)
- Bobbys Rache (1918)
- Das Adoptivkind (Siegfried Philippi, 1918)
- Der Friedensreiter (Hans Werckmeister, 1918/1919), mit Werner Krauß
- Der Mord in der Kaiser-Allee (1918)
- Der Preisboxer (William Kahn, 1918)
- Dichter in Not (1918)
- Die Busennadel Goethe’s (1918)
- Die Karten lügen nicht (1918)
- Die da wandern und irren (1918)
- Ein hochherrschaftlicher Diener (1918)
- Exotische Wasser- und Sumpfvögel (1918; Kurz-Dokumentarfilm)
- Fräulein Kadett (Robert Leffler, 1918)
- Harry will energisch werden (1918)
- Irrwahn (Hans Werckmeister, 1918/1919)
- Karlchen soll heiraten (1918)
- Klaus und sein Weinkeller (1918)
- Meier III (1918)
- Sein Freund, Herr Lebel (William Kahn, 1918)
- Das Ende vom Liede (1919)
- Der Gedankensammler (1919)
- Der Puls des Jahrhunderts (Hans Werckmeister, 1919)
- Der neue Herr Generaldirektor (Hans Werckmeister, 1919)
- Die lachende Konkurrenz (Hans Werckmeister, 1919)
- Durchlaucht reist inkognito (Hans Werckmeister, 1919)
- Eine moderne Schriftgießerei (1919; Kurz-Dokumentarfilm)
- Fräulein Colibri (Hans Werckmeister, 1919)
- Föhn (Hans Werckmeister, 1919/1920)
- Hinaus ins Grüne (Hans Werckmeister, 1919)
- Margots Freier (Hans Werckmeister, 1919)
- Villingen (1919; Kurz-Dokumentarfilm)
- Zwischen zwei Feuern (Gertrud David, 1919/1920)
- Algol (Hans Werckmeister, 1920), mit Emil Jannings u. a.
- Eine Fahrt durch den Teltowkanal (1920; Kurz-Dokumentarfilm)
- Die Geschwister Barelli (Richard Löwenbein, 1920)
- Das goldene Netz (Hans Werckmeister, 1920/1921)
- Die große und die kleine Welt (Max Mack, 1920/1921)
- Spiegel der Zeiten (1920)
- Villingen (1920; Kurz-Dokumentarfilm)
- Die Amazone (Richard Löwenbein, 1921)
- Die Asphaltrose (Richard Löwenbein, 1921)
- Der brennende Acker (F. W. Murnau, 1921/1922) – mit Werner Krauß und Eugen Klöpfer
- Ehrenschuld (Paul Ludwig Stein, 1921)
- Der Totenklaus (Richard Löwenbein, 1921), mit Eugen Klöpfer
- Das Diadem der Zarin (Richard Löwenbein, 1922)
- Der Kampf ums Ich (Heinrich Brandt, 1922)
- Kolberg (1922) – Verleih, Produktionsfirma
- Zwei Welten (Richard Löwenbein, 1922)
- Der neue Napoleon (1923)
- Die Not der Ruhreisenbahner (1923)
- Die Geschlechtskrankheiten und ihre Bekämpfung. Ausgabe für Frauen. (Hans Schulze, 1924) – Verleih, Produktionsfirma
- Die Geschlechtskrankheiten und ihre Bekämpfung. Ausgabe für Männer. (F. W. Oetze, 1924) – Verleih, Produktionsfirma
- Ein Volksfeind (1924/1925)
- Liebe als Erzieher (Ulrich Kayser, 1925; Kurz-Dokumentarfilm)
- Land unterm Kreuz (1926/1927) – Verleih, Produktionsfirma
- Der Sieg der Jugend (Fred Sauer, 1926/1927)
- Eine stürmische Sitzung im Deutschen Reichstag (1926/1927)
- Arme kleine Colombine (Franz Seitz sen., 1927)